# ميخائيل كوبر
ميخائيل كوبر هو محامي وسياسي كندي، ولد في 1984. حزبياً، نشط في حزب المحافظين الكندي. في الانتخابات الفيدرالية الكندية 2015، انتخب عضو مجلس العموم الكندي عن دائرة St. Albert—Edmonton ‏ وقد انضم خلال فترته النيابية ‏ (19 أكتوبر 2015 – )  للكتلة البرلمانية حزب المحافظين الكندي.

## وصلات خارجية
- الموقع الرسمي